# Brobo-Kroktjärnen
Brobo-Kroktjärnen är en sjö i Rättviks kommun i Dalarna och ingår i Ljusnans huvudavrinningsområde. Sjön har en area på 0,117 kvadratkilometer och ligger 381,5 meter över havet. Sjön avvattnas av vattendraget Sälmån.

## Delavrinningsområde
Brobo-Kroktjärnen ingår i det delavrinningsområde (680968-147478) som SMHI kallar för Ovan 680881-147822. Medelhöjden är 355 meter över havet och ytan är 25,29 kvadratkilometer. Det finns inga avrinningsområden uppströms utan avrinningsområdet är högsta punkten. Sälmån som avvattnar avrinningsområdet har biflödesordning 3, vilket innebär att vattnet flödar genom totalt 3 vattendrag innan det når havet efter 131 kilometer. Avrinningsområdet består mestadels av skog (80 procent). Avrinningsområdet har 0,12 kvadratkilometer vattenytor vilket ger det en sjöprocent på 0,5 procent.